# レドン・ドラゴシ
レドン・ドラゴシ（Redon Dragoshi 、2000年3月18日 - ）は、アルバニア・ティラナ出身のプロサッカー選手。カテゴリア・スペリオレ・ヴラズニア・シュコドラ所属。ポジションは、ディフェンダー。

## 経歴
2020年8月、2年契約でクケシに移籍した。加入した時点でドラゴシはトップチームの最年少選手となった。